# 小刀

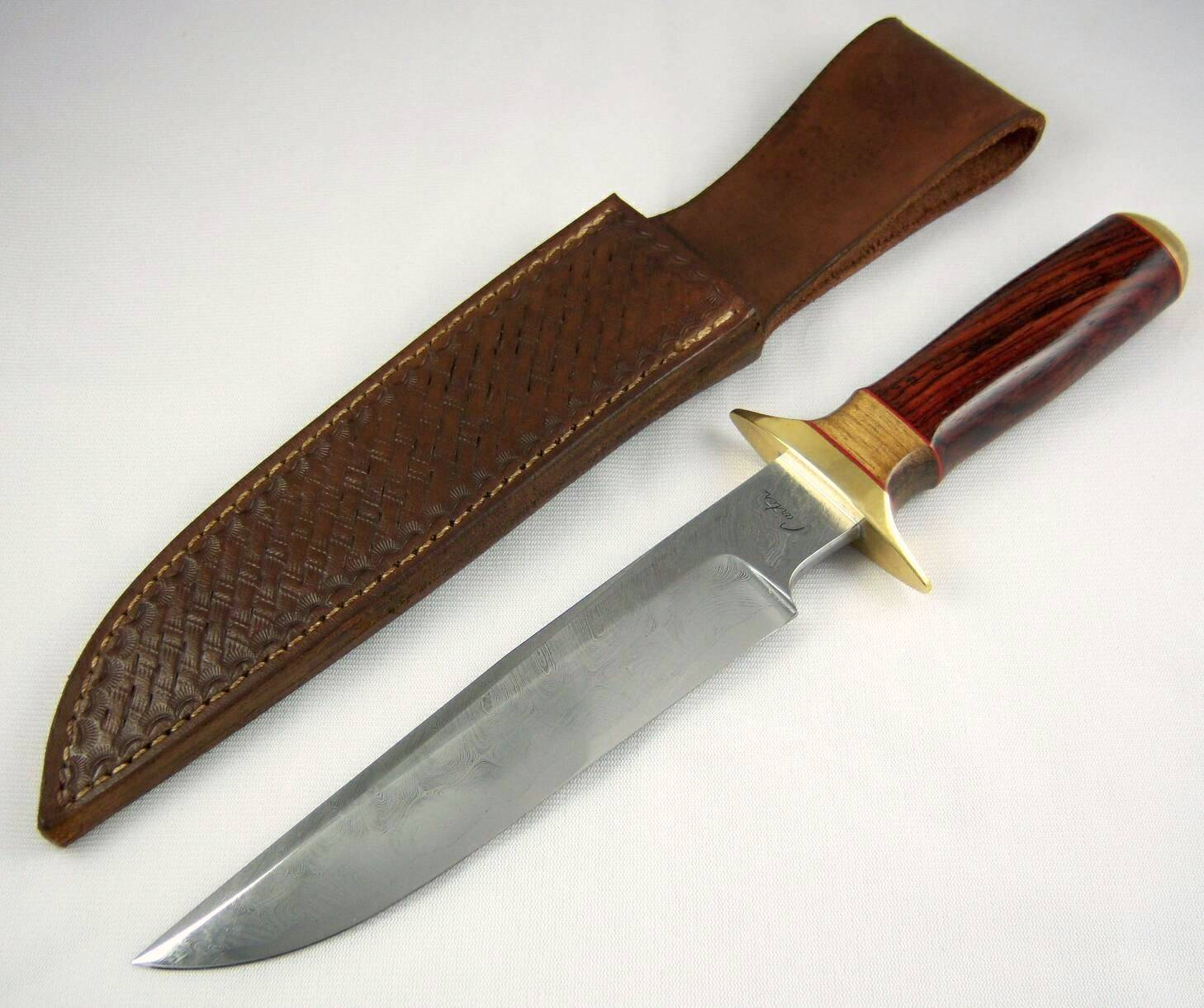
一柄附有刀纹的布伊刀

小刀是一种小型且带有刀刃或刀片的工具或武器，通常附着在刀柄之上。作为人类最早开始使用的工具之一，小刀至少在距今250万年前就已经出现，其中的证明之一便是奧都萬的工具。最初的小刀主要以木料、骨头以及石头（如燧石与黑曜石等）制成，此后随着冶金术和制造技术的进步，小刀的刀片开始转而由铜、青铜、铁、钢、陶瓷以及钛等材料制作而成。大多数现代小刀都具有固定刀片或折叠刀片；而刀片的纹样和样式则因制造者和原产国而异。
各式小刀视乎其本身种类的不同而可以用于多种不同的目的。如猎人使用猎刀，士兵使用格鬥刀，童子军、露营者与远足者等则携带折叠刀；有厨房刀具用于准备食物（主廚刀、削皮刀、面包刀、剁刀），餐刀（黄油刀和肉排刀），武器（匕首或弹簧刀），用于投掷或杂耍的刀具，以及用于宗教仪式或展示的刀具（如锡克弯刀）。

## 部件
一把现代的小刀通常由以下几个部分组成：
1. 刀片
2. 刀柄
3. 刀尖 – 小刀刀片的末端部分，用于穿刺
4. 刀刃 – 小刀的锋利面，从刀尖延伸到刀跟
5. 刀磨 – 刀片的横截面形状
6. 刀脊 – 刀片中最厚的部分
7. 血槽 – 使刀片更轻的凹槽（可选）

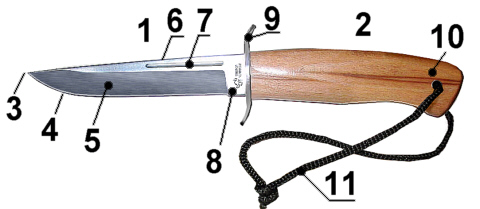
小刀的组成部分

8. 刀身側 – 位于刀片和刀垫或刀镡连接处刀片的未开刃平坦部分（可选）
9. 刀镡 – 刀片和手柄之间的屏障，可防止手向前滑到刀片上，并在使用过程中保护手部免受通常施加到刀片上的外力影响（可选）
10. 刀柄 – 小刀的末尾部分
11. 固定绳 – 用于将刀固定在手腕上（可选）